# Сергеева (Брянская область)
Сергеева (Сергеевка) — деревня в Брасовском районе Брянской области, в составе Веребского сельского поселения. 
 Расположена в 3 км к югу от села Веребск. Население — 5 человек (2010).

## История
Упоминается с XVII века в составе Глодневского стана Комарицкой волости; до 1778 года в Севском уезде, в 1778—1782 гг. в Луганском уезде. В XIX веке — владение Кушелевых-Безбородко; состояла в приходе села Глоднева, позднее Веребска.
С 1782 по 1928 гг. — в Дмитровском уезде Орловской губернии (с 1861 — в составе Веребской волости; с 1923 в Глодневской волости). С 1929 года — в Брасовском районе.